# Хуторская (балка)
Хуторская (укр. Хуторська) — река и балка, впадающая в Тилигульский лиман, расположенная на территории Березанского района (Николаевская область, Украина).

## География
Длина — 19 км. Площадь бассейна — 108 км². Русло реки (отметки уреза воды) в среднем течении (пруд в селе Краснополье) находится на высоте 31,6 м над уровнем моря. Долина изредка изрезана ярами и промоинами. На протяжении почти всей длины пересыхает, среднее и верхнее течение — наименее маловодное. Есть пруды. Характерны весенние и летние паводки.
Берет начало севернее села Крутоярка. Река и балка проходит в южном и юго-западном направлении. Впадает в Тилигульский лиман южнее села Анатольевка. В период половодья устье реки и балки становится фактически заливом лимана. 
Притоки: (от истока к устью) безымянные балки
Населённые пункты (от истока к устью):
1. Крутоярка
2. Краснополье
3. Анатольевка